# 碟盤存儲

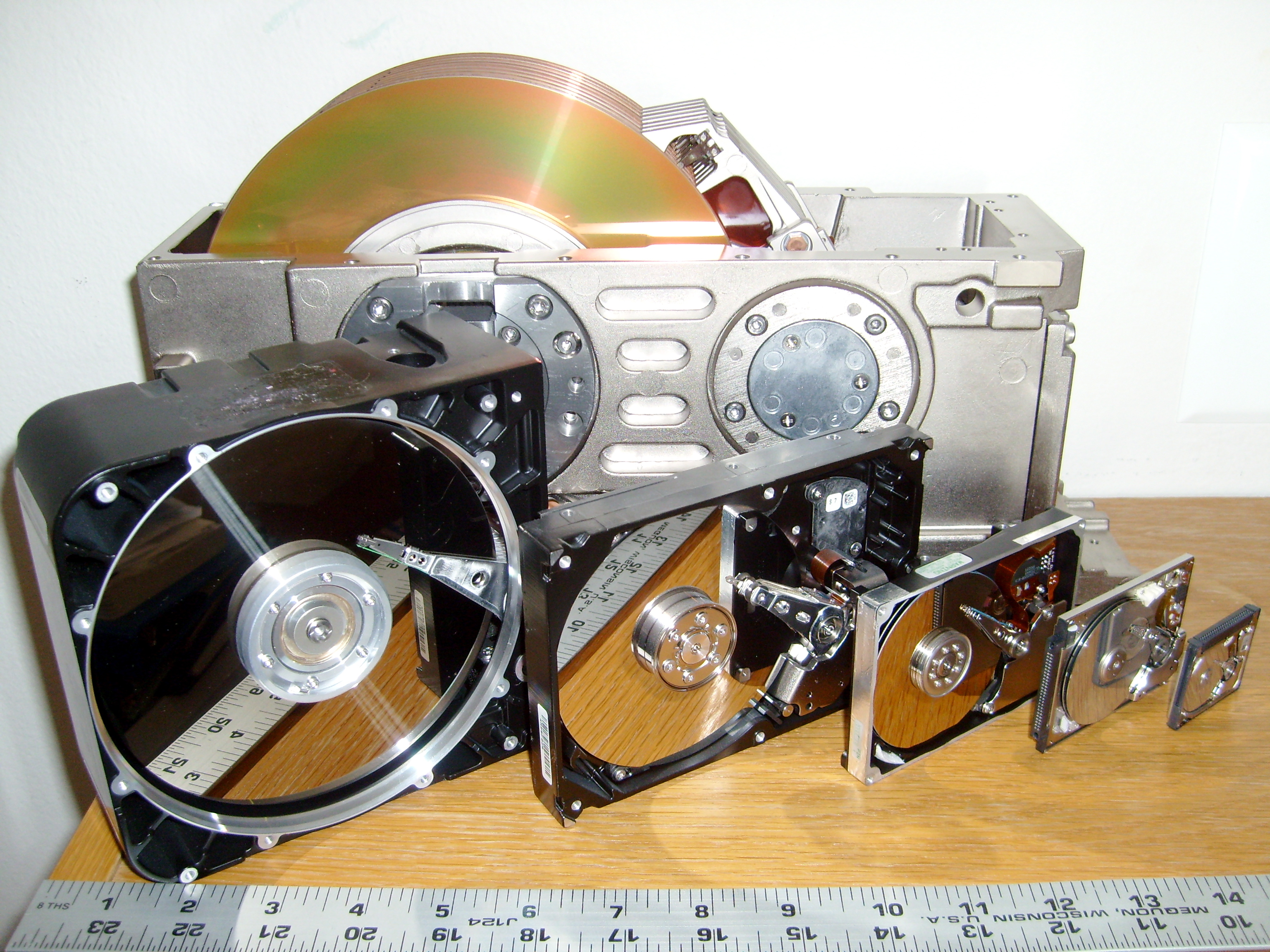
硬碟

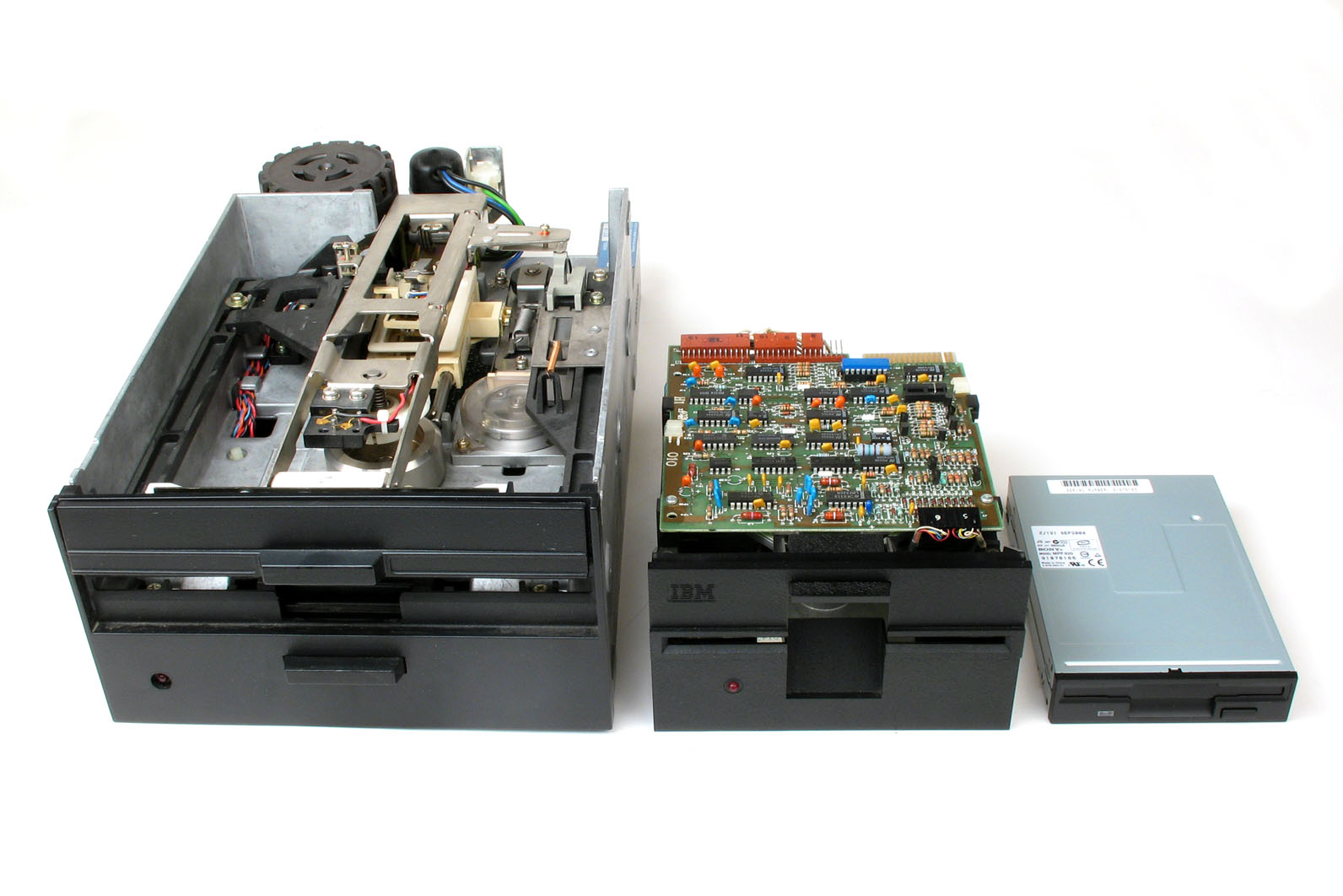
軟碟

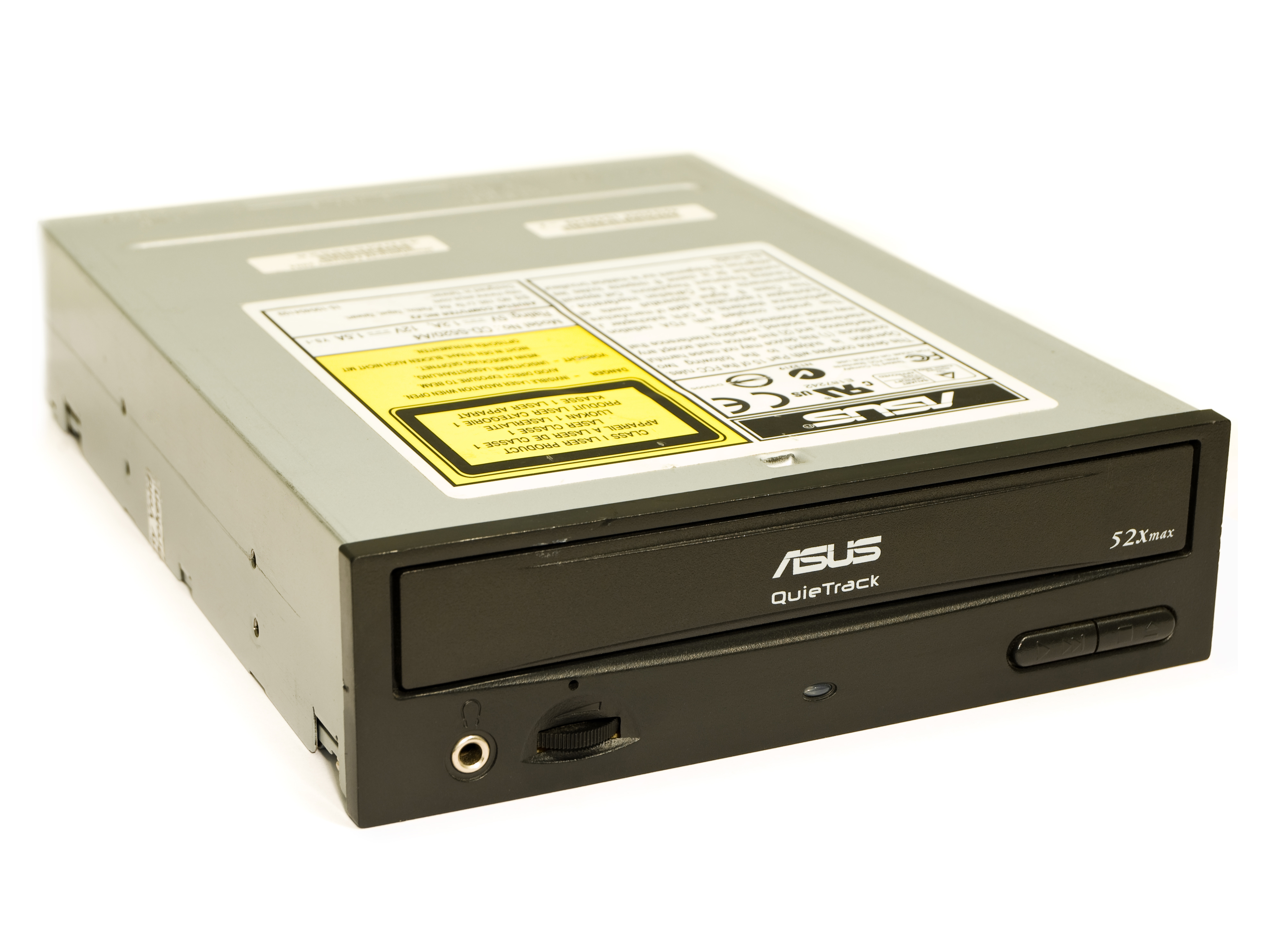
光碟

碟盤存儲（英語：Disk storage，或 ），一種儲存資料的機制，它將類比資料或數位資料存放在一個或多個經過特殊處理的圓盤表面，通過旋轉圓盤的方式，來取出資料。根據它的儲存媒介，又可以分成電子式、磁性式、光學式或機械式等。這類裝置，最著名的就是磁碟，如軟碟（floppy disk，FD）、硬碟（hard disk，HD）以及黑膠唱片、光碟（optical disk）等。碟盤驅動程式（disk drive）是用來控制這類硬體裝制的軟體驅動。

## 背景
音频信息最初是通过模拟方法录制的。同样，第一张视频光盘使用了模拟录制方法。在音乐行业，模拟录音大多被数字光学技术所取代，其中数据以带有光学信息的数字格式记录。
第一个商用数字磁盘存储设备是IBM 350，于1956年作为IBM 305 RAMAC计算系统的一部分出货。磁盘的随机存取、低密度存储是为了补充已经使用磁带的磁带驱动器提供的顺序存取、高密度存储。磁盘存储技术的大力创新，加上磁带存储方面不太活跃的创新，减少了磁盘存储和磁带存储之间每TB的获取成本差异；然而，磁盘上数据（包括电源和管理）的总拥有成本仍然高于磁带。
磁盘存储现在用于计算机存储和消费电子存储，例如音频CD和视频光盘（VCD、DVD和蓝光）。
现代磁盘上的数据存储在固定长度的块中，通常称为扇区，长度从几百到几千字节不等。磁盘驱动器总容量只是磁盘表面数乘以块数/表面数乘以字节数/块数。在某些遗留的IBM CKD驱动器中，数据存储在具有可变长度块的磁盘上，称为记录；记录长度可能在磁盘上和磁盘之间变化。由于区块之间的必要间隙，记录长度减少，容量减少。

## 存取方法
数字磁盘驱动器是区块存储设备。每个磁盘被划分为逻辑区块（扇区的集合）。区块使用其逻辑块地址（LBA）进行寻址。从磁盘读取或写入磁盘以区块的粒度发生。
最初，磁盘容量相当低，并以几种方式之一得到了改进。机械设计和制造的改进允许更小、更精确的头，这意味着可以在每个磁盘上存储更多的轨道。数据压缩方法的进步允许在每个部门存储更多信息。
驱动器将数据存储到圆柱体、磁头和扇区上。扇区单元是存储在硬盘驱动器中的最小数据大小，每个文件将分配许多扇区单元。CD中最小的实体被称为帧，它由33字节组成，包含六个完整的16位立体声样本（两个字节×两个通道×六个样本=24字节）。其他九个字节由八个CIRC纠错字节和一个用于控制和显示的子代码字节组成。
信息从计算机处理器发送到BIOS到控制数据传输的芯片中。然后通过多线连接器发送到硬盘驱动器。一旦数据被接收到驱动器的电路板上，它们就会被翻译并压缩成单个驱动器可用于存储到磁盘本身的格式。然后，数据被传递到电路板上的芯片，该芯片控制对驱动器的访问。驱动器被划分为存储在其中一个内部磁盘侧面的数据扇区。内部有两个磁盘的硬盘通常会将数据存储在所有四个表面上。
驱动器上的硬件告诉执行器臂要前往相关轨道的位置，然后将压缩信息发送到头部，头部会通过光学或磁性改变驱动器上每个字节的物理属性，从而存储信息。文件不是以线性方式存储的；相反，它以最佳方式保存，以便最快地检索。

## 旋转速度和轨道布局
力学上，驱动器内部发生了两种不同的运动。一个是设备内部磁盘的旋转。另一个是在轨道之间移动时，头部在圆盘上左右移动。
有两种类型的磁盘旋转方法：
- 恒定线性速度（主要用于光学存储）根据光盘的位置改变光盘的旋转速度；
- 恒定的角速度（用于HDD、标准FDD、一些光盘系统和黑胶唱片）以恒定的速度旋转媒体，无论头部位于何处。

跟踪定位还遵循两种不同的磁盘存储设备方法。专注于保存计算机数据的存储设备，例如HDD、FDD和Iomega zip驱动器，使用同心轨道来存储数据。在顺序读取或写入操作中，在驱动器访问轨道中的所有扇区后，它将头部重新定位到下一个轨道。这将导致设备和计算机之间的数据流暂时延迟。相比之下，光学音频和视频光盘使用单个螺旋轨道，从光盘的最内端开始，连续流向外边缘。在读取或写入数据时，无需停止数据流来切换轨道。这类似于黑胶唱片，除了黑胶唱片从外边缘开始，向中心螺旋。

## 接口
磁盘驱动器接口是系统其余部分与磁盘驱动器本身之间的通信机制/协议。用于台式和移动计算机的存储设备通常使用ATA（PATA）和SATA接口。除了一些使用SATA外，企业系统和高端存储设备通常会使用SCSI、SAS和FC接口。